# Universitatea Versailles
Universitatea Versailles (în franceză Université de Versailles-Saint-Quentin-en-Yvelines) este o universitate publică franceză fondată în 1991 și situat în Versailles.
Universitatea are o Fundație.

## Absolvenți celebri
- Nicolas Tenoux (2004), companie aeriană Pilot, inginer și manager aerospațial